# Central Professional Hockey League 1966/67
Die Saison 1966/67 war die vierte reguläre Saison der Central Professional Hockey League. Die sechs Teams absolvierten in der regulären Saison je 70 Begegnungen. Die Central Professional Hockey League wurde in einer Division ausgespielt. Das punktbeste Team der regulären Saison waren die Oklahoma City Blazers, die sich ebenfalls in den Finalspielen um den Adams Cup durchsetzten.

## Teamänderungen
Folgende Änderungen wurden vor Beginn der Saison vorgenommen:
- Die Minnesota Rangers wurden nach Omaha, Nebraska, umgesiedelt und änderten ihren Namen in Omaha Knights.

## Reguläre Saison

### Abschlusstabellen
Abkürzungen: GP = Spiele, W = Siege, L = Niederlagen, T = Unentschieden, OTL = Niederlage nach Overtime, GF = Erzielte Tore, GA = Gegentore, Pts = Punkte
| Central Professional Hockey League | GP | W  | L  | OTL | GF  | GA  | Pts |
| ---------------------------------- | -- | -- | -- | --- | --- | --- | --- |
| Oklahoma City Blazers              | 70 | 38 | 23 | 9   | 233 | 196 | 85  |
| Omaha Knights                      | 70 | 36 | 24 | 10  | 262 | 203 | 82  |
| Houston Apollos                    | 70 | 32 | 28 | 10  | 255 | 229 | 74  |
| Memphis Wings                      | 70 | 30 | 32 | 8   | 230 | 259 | 68  |
| St. Louis Braves                   | 70 | 24 | 26 | 20  | 229 | 236 | 68  |
| Tulsa Oilers                       | 70 | 14 | 41 | 15  | 183 | 269 | 43  |

## Adams-Cup-Playoffs
|  | Adams-Cup-Halbfinale | Adams-Cup-Halbfinale  | Adams-Cup-Halbfinale |  |  | Adams-Cup-Finale | Adams-Cup-Finale      | Adams-Cup-Finale |
|  |                      |                       |                      |  |  |                  |                       |                  |
|  |                      |                       |                      |  |  |                  |                       |                  |
|  | 1                    | Oklahoma City Blazers | 4                    |  |  |                  |                       |                  |
|  | 3                    | Houston Apollos       | 2                    |  |  |                  |                       |                  |
|  |                      |                       |                      |  |  | 1                | Oklahoma City Blazers | 4                |
|  |                      |                       |                      |  |  | 2                | Omaha Knights         | 1                |
|  | 2                    | Omaha Knights         | 4                    |  |  |                  |                       |                  |
|  | 4                    | Memphis Wings         | 3                    |  |  |                  |                       |                  |
|  |                      |                       |                      |  |  |                  |                       |                  |